# Consumer Electronics Show
Il Consumer Electronics Show (CES, lett. "spettacolo di elettronica di consumo" in inglese), chiamato anche International Consumer Electronics Show o International CES negli anni 2000-2010, è una fiera dell'elettronica di consumo allestita dalla Consumer Technology Association negli Stati Uniti d'America a partire dal 1967. Si tiene una volta all'anno, in gennaio, al Las Vegas Convention Center (Las Vegas, Nevada).

## Storia
Voluta dalla Consumer Technology Association (precedentemente chiamata Consumer Electronics Association) dal 1967, in passato si è tenuto una volta all'anno tranne che dal 1978 al 1994, anni in cui si è tenuto due volte all'anno. Le due edizioni annuali della fiera che si sono tenute dal 1978 al 1994 sono state denominate International Winter Consumer Electronics Show (invernale, abbreviazioni comuni: "Winter Consumer Electronics Show", "Winter CES", "WCES") e International Summer Consumer Electronics Show (estiva, abbreviazioni comuni: "Summer Consumer Electronics Show", "Summer CES"). L'International Winter Consumer Electronics Show si teneva in gennaio a Las Vegas (Nevada), mentre l'International Summer Consumer Electronics Show si teneva in giugno a Chicago (Illinois). Il primo Consumer Electronics Show si è tenuto nel giugno del 1967 a New York (New York).
Attualmente l'International Consumer Electronics Show è, a livello mondiale, una delle più importanti fiere dell'elettronica di consumo. Durante il suo svolgimento spesso vengono presentati, prima della loro commercializzazione, per la prima volta a livello mondiale, nuovi prodotti dell'elettronica di consumo.

## Edizioni

### 1967
Il primo CES è l'unico che si tenne a New York. Si svolse a giugno 1967, con 200 espositori e 17.500 visitatori, cifre che decenni dopo sono decuplicate.

### 1970
Venne presentato il videoregistratore (VCR).

### 1974
Venne presentato il lettore di laserdisc.

### 1975
Venne presentato Pong.

### 1980 (edizione estiva)
La fiera estiva si è tenuta in giugno e a Chicago.
Commodore presenta il VIC-1001 che diventerà il popolare VIC-20.

### 1981 (edizione estiva)
La fiera estiva si è tenuta a Chicago dal 2 maggio al 3 giugno.
Sul fronte degli home computer Texas Instruments svela il TI-99/4A.

### 1982 (edizione invernale)

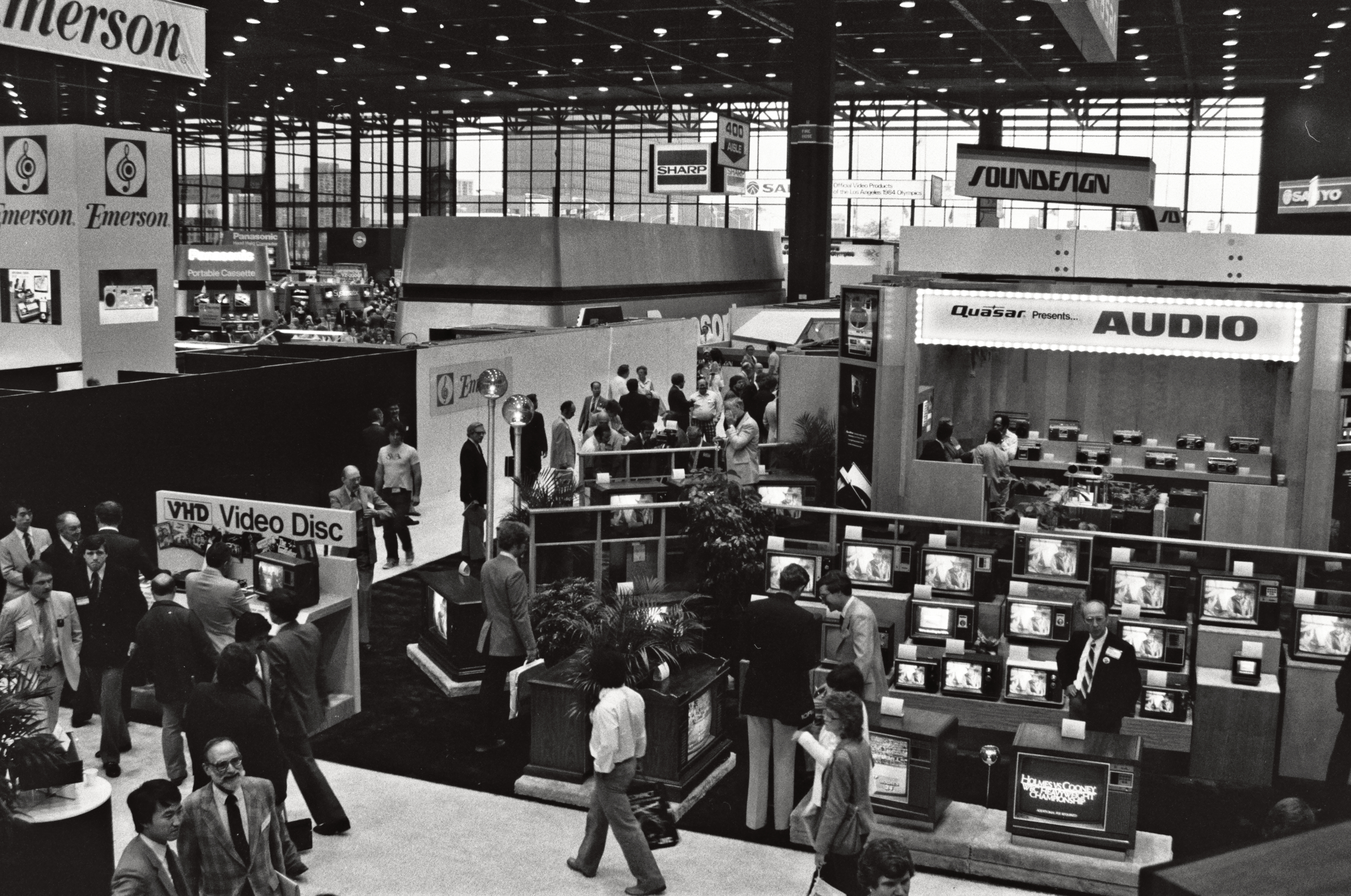
Il Summer CES 1982

Commodore annuncia il Commodore 64.

### 1983 (edizione estiva)
La fiera estiva si è tenuta in giugno a Chicago. Parteciparono 1275 espositori su 67785 m² di spazio espositivo in quattro edifici; con questo superò il record di tutti i 27 CES precedenti e divenne la mostra di settore più grande degli Stati Uniti.
Sul fronte degli home computer Atari introduce il 600XL e l'800XL. Sono presentati anche i modelli 1400XL e 1450XLD che non raggiungeranno mai la produzione. Tra le periferiche sono introdotte la stampante 1027, il modem 1030 e il disk drive 1050. L'add-on CP/M modello 1060 e il sistema di espansione 1090 non saranno invece messi in commercio.

### 1984 (edizione invernale)
La rassegna invernale si svolse a Las Vegas, con 1300 produttori rappresentati, dal 7 al 10 gennaio. L'attrazione principale era il software per home computer, sia videoludico sia di utilità/educativo. La Commodore mise in esposizione il suo milionesimo Commodore 64 e il duemilionesimo VIC-20. Nel campo dei videogiochi la tendenza che emerse era che il 1984 sarebbe stato un anno di transizione, con l'ascesa degli home computer a discapito delle console.

### 1984 (edizione estiva)
La rassegna estiva si svolse a Chicago e comprendeva 1381 espositori su oltre 75.000 metri quadrati. I luoghi erano il McCormick Place Convention Center, il McCormick Inn, il McCormick West (padiglione separato dedicato a computer e videogiochi) e il Conrad Hilton. I visitatori registrati, tutti professionisti del settore, furono 98.721. Tra gli hardware celebri presentati, la console Atari 7800, i computer MSX (ancora incerti sul come entrare nel mercato nordamericano, cosa che poi non avvenne), vari robot tra cui HERO Jr., molte tavolette grafiche e penne ottiche.

### 1985 (edizione invernale)
La fiera invernale si è tenuta dal 5 all'8 gennaio a Las Vegas, con 89.000 metri quadrati allestiti al Convention Center.
A fare da padrone sono il software e i cosiddetti home computer, con i produttori Commodore e Atari in testa; entrambi puntavano su un pubblico più adulto e sofisticato rispetto al passato. Commodore mostrò al pubblico il Commodore 128 e il portatile Commodore LCD (che poi non entrò mai in commercio) oltre a una serie di periferiche. Atari presentò sia la nuova linea di home computer a 8 bit chiamata XE (con i modelli 65XE, 65XEM, 65XEP e 130XE), sia la nuova serie di computer a 16 bit chiamata ST, della quale furono presentati i modelli 130ST e 520ST.
I cartelloni pubblicitari annunciavano di essere giunti nella "Atari Country". Commodore a sua volta nella conferenza stampa di apertura annunciava con uno slogan provocatorio: "Brutte notizie per IBM e Apple".
La Nintendo presentò per l'Occidente la console Nintendo Entertainment System, ancora chiamandola Advanced Video System; in quel periodo lanciare una nuova console appariva una scelta coraggiosa, nonostante fosse già da tempo venduta con successo in Giappone.

### 1986 (edizione invernale)
L’edizione invernale si svolse a Las Vegas dall'8 all’11 gennaio. La Commodore presentò l'elaboratore Pc10, già commercializzato in Europa ma che nella versione USA prevedeva alcune peculiarità aggiuntive, tra cui una porta parallela e una seriale, la scheda grafica mono/colore (compatibile con IBM, CGA, MDA, Hercules e Planatronics), il floppy disk drive, la CPU 8088 a 4.77 MHz, il sistema MS-DOS 3.2 e un BIOS con 640K di memoria RAM. Un altro elaboratore Commodore con vendita riservata al mercato europeo fu il 128D. L'azienda presentò una versione con disk drive da 3,5” 1581, con capacità di immagazzinamento dati di 800K, e una nuova espansione di memoria di 256K RAM per il 64C. Il boom dei personal computer non si limitò alla elaborazione dati: la società Firebird presentò un software per creare musica anche in ambiente home.

### 1990 (edizione invernale)
L’edizione invernale si svolse a Las Vegas dal 6 al 9 gennaio con uno spazio espositivo di 7500 metri quadri. La Ocean Software presentò edizioni di giochi poi divenuti di successo come F29 Retaliator, Billy the Kid e The Untouchables. La Interplay Entertainment annunciò per il personal computer Amiga un sofisticato gioco di scacchi: Checkmate. La tecnologia alla base del software consentiva alla macchina di apprendere dai suoi errori, evitando comportamenti troppo ripetitivi. Il prototipo di un portatile Commodore MS-DOS compatibile fu un tentativo della casa produttrice per valutare il reale interesse da parte del mercato per questo genere di dispositivi.

### 1990 (edizione estiva)
L’edizione estiva si svolse a Chicago dal 3 al 6 giugno e fu caratterizzata dalla presentazione di Sega Genesis. Presso lo stand Sega furono installate tutte le console storicamente importanti: una Pong, una Atari 2600, una Intellivision ed una Nes. Genesis ebbe un grande successo con arcade casalinghi come Moonwalker di Michael Jackson e Dirty Dancing. La Konami presentò le cuffie e l’oculare per giocare con la console Nintendo. La console Game Gear non fu presentata in anteprima, poiché fu svelata nello stesso periodo al pubblico del Tokyo Toy Show. Altra partecipazione di rilievo fu quella del veicolo Terminator di Wayne Harris in mostra alla manifestazione e opera di Rockford Fosgate.

### 1993 (edizione invernale)
L’edizione invernale del CES 1993 si svolse dal 7 al 10 gennaio a Las Vegas. Sony attirò l'attenzione con Jaminator, un camper montato su un simulatore di volo di un jet militare. All'interno del camper era possibile, attraverso la visione di un video con effetti speciali, avere un'esperienza quasi interattiva. Sega attirò l'attenzione soprattutto con il Mega CD, mentre Nintendo temporeggiava ancora sull'introduzione del CD-ROM. Sega presentò The Activator, un sistema di comando per videogame studiato per interagire con ciò che accade sullo schermo mediante i movimenti di tutto il corpo. L'azienda presentò anche un set di occhiali per realtà virtuale a colori. Nintendo propose il sistema Super FX che consentiva ai giocatori di cambiare prospettiva durante il gioco.

### 1993 (edizione estiva)
Nel 1993 l’edizione estiva si svolse a Chicago dal 3 al 6 giugno. 3DO Company presentò i primi giochi per l’Interactive Multiplayer annunciando l’ingresso della nuova tecnologia 3DO nel settore dei videogiochi da bar, in virtù di un accordo con Atari Games e l’American Laser Game. Alla cordata si aggiunsero poi Panasonic, la AT&T e Sanyo. Atari lanciò la console per videogiochi Jaguar, al cui interno fu installato un processore Risc a 64 bit. Sega presentò il modello ridisegnato del Mega Drive (Genesis) con uno dei videogiochi di maggiore interesse: Aladdin, in accordo con Disney.

### 1996
L’edizione 1996 si svolse dal 5 all’8 gennaio a Las Vegas. Philips, Sony, Warner Bros., Toshiba, JVC, Thomson SA e Pioneer Corporation definirono il DVD uno standard comune tecnologico. Apple provò a rilanciarsi nell’era post Steve Jobs con l’Apple Pippin, una console da tavolo che nel progetto della casa produttrice era predisposta per la connessione a internet. Intel presentò il nuovo Pentium MMX, Sony due nuovi modelli MMX: il pcv 100 e pcv 120. Vivitar introdusse una fotocamera a colori a basso costo che migliorava la qualità delle immagini durante una videoconferenza. Novità per il mondo della musica con il primo amplificatore integrato progettato da Audio Analogue in versione prototipo.

### 1998
L’edizione 1998 si svolse a Las Vegas dall’8 all’11 gennaio. Sun Microsystems annunciò lo sviluppo di un microprocessore per smart card basato su piattaforma Java chiamato API Java Card. La Immersion Corporation presentò Feelit Mouse, il primo mouse tattile. Panasonic annunciò il lettore portatile DVD-L10, dotato di uno schermo integrato da 5,8 pollici con il formato orizzontale standard. La Energy Star, programma di certificazione statunitense per la promozione dell'efficienza energetica, individuò i prodotti di undici aziende che in modalità di sospensione, isolamento e altre funzionalità di risparmio energetico potevano incidere sulla riduzione dei consumi. Timex presentò al CES una nuova linea di sveglie che sostituiva il collegamento alla radio AM-FM con una scelta di suoni della natura con cui svegliarsi.

### 2001
L’edizione del 2001 si svolse dal 6 al 9 gennaio a Las Vegas. La console Xbox di Microsoft, il dispositivo più potente della sua generazione, fu presentata da Bill Gates e da Dwayne Johnson, wrestler professionista ed attore. La console ospitava una CPU Intel Pentium III da 733 MHz e un processore grafico Nvidia NV2a da 250 MHz. Inoltre, disponeva di 64 MB di RAM unificata, disco rigido da 8 GB, 256 canali audio e 64 canali audio 3D, supporto per film e giochi HDTV con una risoluzione massima di 1920x1080. Coprotagonista della manifestazione fu Samsung che presentò innovativi lettori DVD come il modello DVD-A901 dotato di compatibilità sia DVD-Audio che HDCD. La Amphion Semiconductor propose l'applicazione del componente virtuale Amphion CS6650 per la decodifica in tempo reale dei flussi video in formato MPEG-2 utilizzati in prodotti elettronici di trasmissione digitale, come i lettori DVD.

### 2005
La manifestazione si svolse dal 6 al 9 gennaio a Las Vegas. Samsung mostrò un prototipo di schermo al plasma da 102 pollici. Sony presentò il QUALIA 017, un lettore MiniDisc placcato in oro con una qualità del suono superiore ad altri lettori MP3 e file audio. Bill Gates presentò iRiver, un lettore portatile in grado di accedere ai contenuti di Audio Feast, un fornitore di servizi audio internet. Il fondatore di Microsoft ritenne che l’audio digitale potesse crescere con la stessa velocità dei personal computer negli anni Ottanta. Dopo ben 3 anni di annunci Fossil watch mise in vendita l’orologio Palm OS con sistema operativo Palm OS 4.1. Il prodotto includeva le applicazioni indirizzario, appuntamenti, memo pad, calcolatore e to do list. La connettività era garantita da una porta USB.

### 2006
L’edizione 2006 che si tenne dal 5 all’8 gennaio a Las Vegas fu caratterizzata dalla Nuova PlayStation 3 di Sony. Transcend espose al CES un hard disk allo stato solido, da 2,5 pollici di dimensione, con capacità variabile sino a un massimo di 8 GB. Intel presentò le soluzioni Centrino Duo, per notebook con architettura Dual Core, e VIIV, per i sistemi orientati all'intrattenimento domestico. La miniaturizzazione fu la tendenza dominante. All'aumento delle prestazioni la necessità di macchine potenti e performanti. Thermaltake svelò un nuovo raffreddamento a liquido per schede video, il Tide Water All-In-One Liquid Cooling Module, che poteva essere installato come una scheda di espansione. NVIDIA propose la nuova configurazione QuadSLI a 4 schede video.

### 2007
L’edizione del 2007 si svolse a Las Vegas dall’8 all’11 gennaio con una massiccia presenza di tecnologie smart. Sony annunciò una nuova gamma di televisori a schermo piatto ad alta definizione denominata Bravia che poteva trasmettere contenuti video internet gratuiti di alcuni media partner internazionali. Con Sony VAIO VGN-UX380N e VGN-UX390N, la casa produttrice puntò su modelli ultra compatti di pc portatili. Le macchine presentavano le caratteristiche di personal computer a elevate prestazioni con ulteriori specifiche che le resero più performanti. ATI Technologies presentò la sua prima scheda video con due GPU integrate: X1950PRO Dual. Nel corso della manifestazione proseguì il contrasto tra i consorzi Blu-ray Disc e HD-DVD, ognuno dei quali cercava di conquistare fette di mercato evidenziando i limiti della concorrenza.

### 2008
Nell’edizione 2008 del CES, che si svolse a Las Vegas dal 7 al 10 gennaio, ebbe un buon riscontro sulle pubblicazioni specializzate Rovio, un robot da guardia per la sicurezza domestica. Celestron presentò un microscopio digitale con ingrandimento a 40x, display LCD da 3,5 pollici, una fotocamera da 2 megapixel, 128 MB di memoria interna e uno slot per scheda SD. La tecnologia di Mtech denominata Moletech Fuel promise invece il risparmio di carburante e la riduzione delle emissioni per i veicoli a combustibili fossili. Bill Gates tenne un discorso a invito, a distanza di 14 anni da quello precedente. La presentazione entrò nella storia essendo l’ultima realizzata da Gates che in seguito si dedicò alla sua “Bill & Melinda Gates Foundation”. Panasonic mostrò uno schermo da 150 pollici con una risoluzione d'immagine di 8,84 milioni di pixel.

### 2009

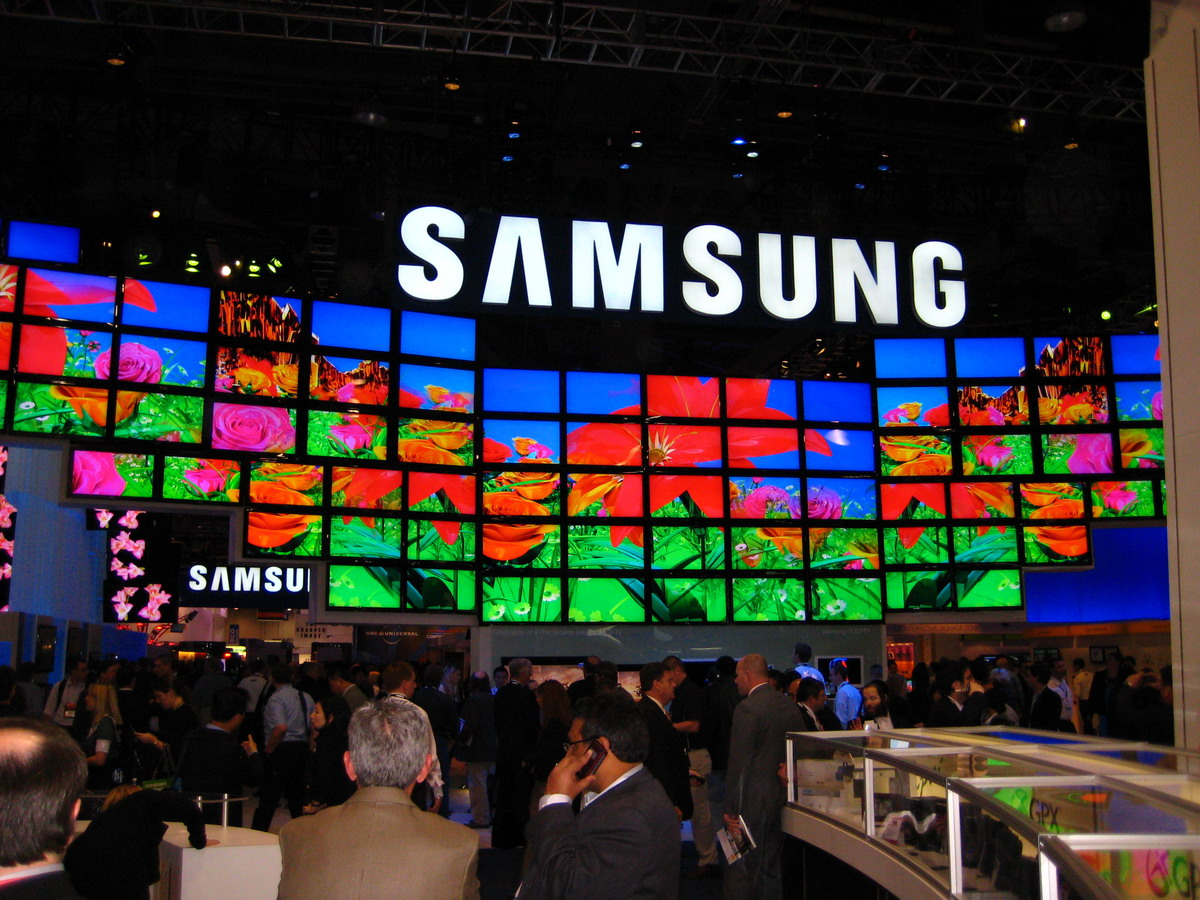
Area della Samsung al CES 2009

Dall’8 all’11 gennaio il CES 2009 si svolse al Las Vegas Convention Center.  L’edizione fu caratterizzata dalla presentazione della versione beta di Windows 7. GiiNii mostrò un tablet con sistema operativo Android simile all'iPod touch Apple. Il dispositivo, chiamato Movit Mini WiFi, aveva uno schermo da 4.3 pollici con tastiera virtuale touchscreen in sostituzione della tradizionale tastiera QWERTY. Sony entrò nel territorio di Apple con il nuovo Walkman, un lettore multimediale OLED da 3 pollici. Asus annunciò l’Eee Pc Touch con uno schermo touchscreen girevole di 180 gradi e la possibilità di trasformare il netbook in un mini-tablet pc sensibile al tocco. Palm presentò il suo nuovo smartphone Palm Pre; il software del sistema operativo veniva aggiornato via web.

### 2010
L'evento si è svolto dal 7 al 10 gennaio al Las Vegas Convention Center/Las Vegas Hilton e al The Venetian.
Hewlett-Packard presenta il Tablet PC HP Slate 500 Tablet PC.

### 2011
Il CES 2011 si è tenuto dal 6 al 9 gennaio 2011. Nintendo era presente, mentre l'impresa non era comparsa dal 1995. Sono stati presentati molti touchpad.

### 2012
L'evento si è svolto dal 10 al 13 gennaio.
Ci sono stati vari annunci, come il Sony Xperia S, un orologio Sony Ericsson azione a distanza e il rinnovo del portatile Sony Walkman, questa volta su Android. Di grande evidenza l'annuncio di Nokia Lumia 900 (best smartphone ces 2012)

### 2013

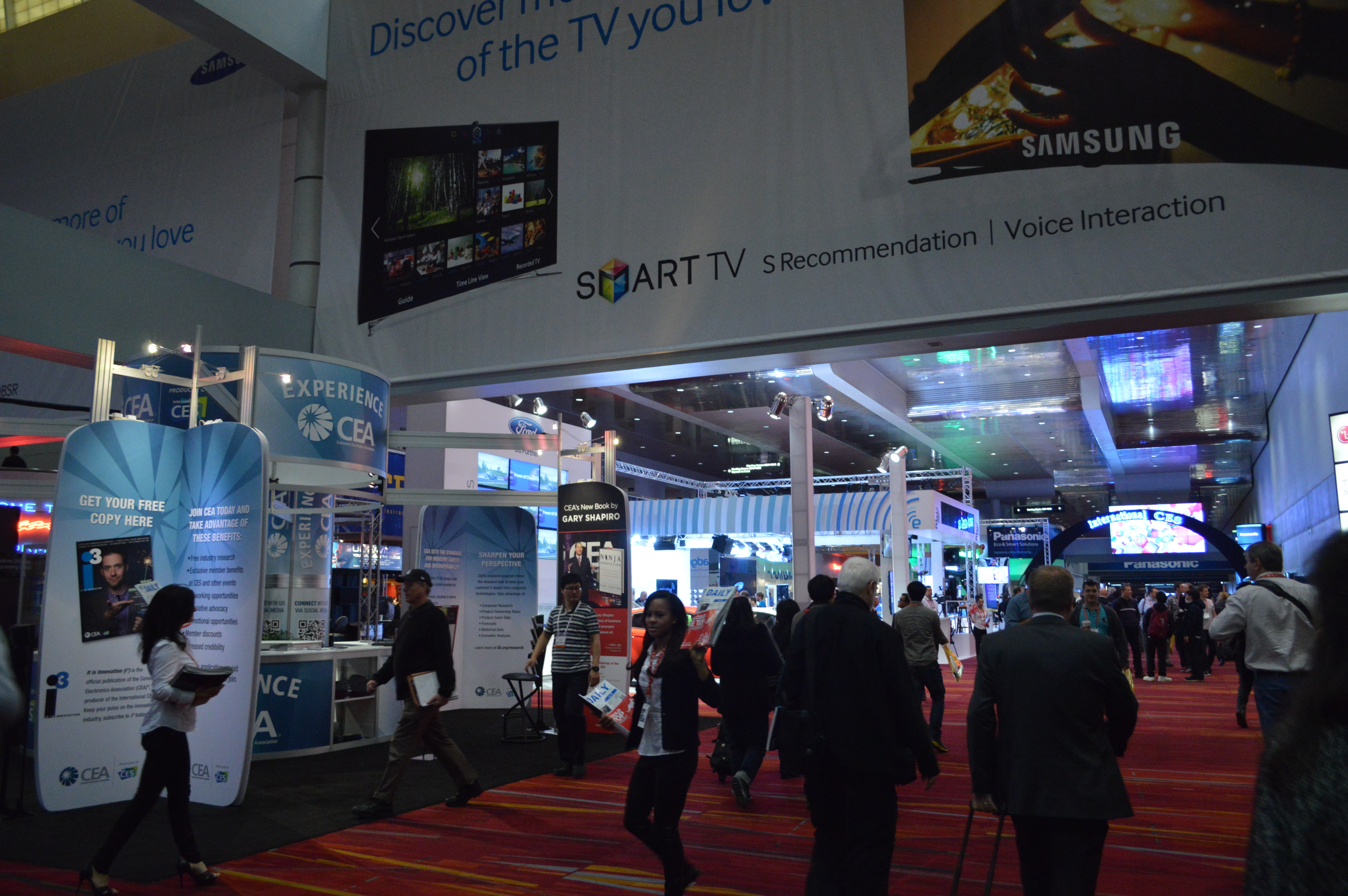
CES 2013

Tra le maggiori novità presentate ci furono lo smartphone Sony Xperia Z, il tablet Vizio 10, la periferica da gioco Oculus rift, il tablet da gioco Razer EDGE, la console portatile Nvidia Shield (inaspettatamente la prima console del produttore di chip grafici Nvidia), il processore per mobile Intel Atom.

### 2014
A Las Vegas l'edizione 2014 del CES si è svolta dal 7 al 10 gennaio. Harman International Industries annunciò l’integrazione dei Google Glass con il proprio sistema di guida assistita. Questa soluzione consentiva di individuare i rischi sulla strada fornendo un allarme visivo e sonoro. Microsoft tornò alla manifestazione dopo due anni di assenza, presentando novità su Surface e Xbox One. Per la telefonia mobile Samsung presentò il nuovo Galaxy Round, con schermo curvo e flessibile, e l’S5. Valve Corporation mostrò la Steam Machine, una console per videogiochi casalinga con un sistema operativo chiamato SteamOS basato su Linux.

### 2015
La 52ª edizione si è svolta dal 6 al 9 gennaio. Le aziende produttrici di TV hanno adottato lo schermo con tecnologia dei quantum dots per ottenere immagini definite e colori brillanti e vivi. La connettività degli oggetti e dei dispositivi è stata uno dei temi fondamentali dell'edizione, con dispositivi per azionare il riscaldamento, visionare il contenuto del frigo, accendere il televisore a distanza. La Demel, azienda collegata a Bosch, ha messo in vendita la prima stampante 3D per la casa. La Sud Coreana Futurebot ha presentato Furo-i Home, un droide rivolto al supporto dei bambini nell’apprendimento o degli anziani nel controllo quotidiano dello stato di salute. Sempre in tema di robotica Ozobot il più piccolo robot al mondo, prodotto dalla Evolve, è stato eletto robot dell’anno. Per la creazione di contenuti, Sony ha presentato la Action cam FDR-X1000VR capace di registrare in 4k.

### 2016
L’edizione del 2016 del CES si è svolta dal 6 al 9 gennaio. Il nuovo frigorifero Family Hub di Samsung ha offerto la prima app sviluppata per far la spesa direttamente dal display dello sportello. La gestione dei dati è stata affrontata da Nexbit con Robin, uno smartphone con memoria interna da 32 GB e oltre 100 GB di spazio in cloud. LG Electronics durante la manifestazione ha presentato una nuova linea TV OLED dal costo accessibile, con pannelli 4k ad alta risoluzione grazie alla tecnologia HDR. I visori per la Realtà virtuale sono stati dedicati all’intrattenimento e ai videogiochi. Netflix ha esteso il suo servizio streaming in 130 paesi del mondo. BMW ha presentato una Concept Car con la riduzione al minimo degli elementi di controllo, proponendo così una vettura autonoma avanzata.

### 2017
L’edizione 2017 del CES è stata svolta dal 5 all'8 gennaio celebrando il cinquantenario della manifestazione. L’azienda californiana Faraday ha lanciato una coupé-crossover elettrica da più di 1.000 CV. BMW, Honda, Toyota, FIAT e Audi hanno presentato concept di veicoli capaci di comunicare con l’uomo attraverso sistemi multimediali collegati alla rete internet. Samsung, Panasonic, LG Electronics e Xiaomi hanno mostrato i loro televisori ultra-slim con display 4K. L’assistente digitale Amazon Alexa è integrato in diversi prodotti per fornire informazioni e rispondere ai comandi vocali. Undici espositori italiani hanno proposto innovazioni che guardano al design, alle tecnologie spaziali e alla musica digitale. Bosch ha vinto quattro Innovation Awards per uno scaldabagno a gas con possibilità di regolare la temperatura attraverso un'app, due sistemi di sicurezza con connessione in rete e un sistema informativo con display per le moto.

### 2018
L'edizione 2018 del CES 2018 si è svolta dal 9 al 12 gennaio a Las Vegas, in Nevada. Il mondo hi-tech ha creato interazione con quello dell’automobile attraverso la guida autonoma e sistemi multimediali dotati di una vasta gamma di funzionalità, quali intrattenimento, comunicazione e informazioni utili per il conducente e i passeggeri. Tra le proposte più innovative, Byton ha presentato il concept di un Suv elettrico capace di gestire accelerazione, frenata e direzionalità con un display da 49" al posto del cruscotto, Hyundai un modello di serie a idrogeno chiamato Nexo. Google Assistant è divenuto disponibile su un numero crescente di prodotti per la casa quali frigoriferi, citofoni e termostati. LG ha mostrato il primo tv OLED con risoluzione 8K, Vivo lo smartphone X20 Plus con il lettore per le impronte digitali integrato nel display.  Una delegazione di 44 startup italiane, che sono state presenti alla manifestazione, ha spaziato tra il settore dell’intelligenza artificiale, la realtà virtuale e la medicina.

### 2019
L'edizione 2019 del CES si è svolta dall'8 all'11 gennaio a Las Vegas, in Nevada.
| Azienda  | Prodotto         | Tecnologia                       |
| -------- | ---------------- | -------------------------------- |
| LG       | Elettrodomestico | elettrodomestici intelligenti    |
| Samsung  | Elettrodomestico | elettrodomestici intelligenti    |
| LG       | televisori OLED  | Nuovi modelli con risoluzione 8K |
| Samsung  | televisori OLED  | Nuovi modelli con risoluzione 8K |
| Mercedes | Automotive       | automobili elettriche            |
| Google   | Google Assistant | Assistente virtuale              |

### 2020
La 53ª edizione del CES si è svolta dal 7 al 10 gennaio 2020 a Las Vegas, in Nevada. Tra le principali novità:
| Azienda                 | Prodotto   | Tecnologia                              |
| ----------------------- | ---------- | --------------------------------------- |
| Bell Helicopter Textron | Bell Nexus | Droni e velivoli per la mobilità urbana |
| Uber                    | Uber Air   | Droni e velivoli per la mobilità urbana |

Dall'edizione 2020 sono stati introdotti per la prima volta, tra i prodotti esposti, anche i giocattoli sessuali. Al contempo sono state date regole più stringenti sull'abbigliamento delle vallette, che non deve essere troppo succinto.

### 2021
Dall'11 al 14 gennaio 2021 si è tenuta la 54ª edizione del CES, interamente online, per via della pandemia da COVID-19. I 1.900 espositori hanno dato rilievo a tematiche tecnologiche moderne, quali il 5G e le possibilità offerte dalla rete veloce, l'intrattenimento domestico, i wearables (la tecnologia indossabile), la mobilità smart e l'intelligenza artificiale. Cospicua anche la presenza dell'Italia con ben 53 startup, una partecipazione che è sempre più cresciuta negli ultimi anni. Tra i marchi più conosciuti hanno partecipato Samsung, Bosch, JBL, Mercedes e tante altre aziende all'avanguardia per le loro proposte tecnologiche.

### 2022
Nel 2022 il CES è tornato in presenza dal 5 all'8 gennaio per la sua 55ª edizione. Lo slogan è "tecnologia per un futuro responsabile" e sono state introdotte delle nuove categorie, tra cui gli asset digitali, Space Tech e Food Tech, salute mentale. Tra gli assenti, l'azienda Apple che non ha finora mai avuto un suo spazio all'interno di questa fiera. Dato l'aumento dei contagi molte aziende hanno rinunciato a essere presenti, ma non mancano le novità. Sony sorprende con una videocamera sulla tv che è in grado di ottimizzare immagini e suono in base al riconoscimento della posizione degli spettatori nella stanza; LG ha presentato la tv Oled più grande di sempre di ben 97 pollici e Samsung ha puntato su nuovi monitor ma anche sugli NFT che permetteranno di sfogliare opere virtuali presenti su marketplace dedicati, aggiungerli alla collezione e usarli come sfondo del salotto di casa.

### 2023
La 56ª edizione del CES si è svolta dal 5 all'8 gennaio con circa 115.000 mila partecipanti. Alcuni prodotti sostenibili e dispositivi di realtà virtuale sono stati dedicati al cibo e agli strumenti per prepararlo. Sony in collaborazione con Honda ha lanciato Afeela, un prototipo di auto elettrica con guida automatica e sistemi multimediali integrati all'interno del veicolo. Dalle startup italiane sono state presentate diverse proposte come il tappetino smart per monitorare il sonno ricavando dati utili per valutare la salute dei cani e una piattaforma per eseguire le analisi cliniche del sangue da casa. Il challenge AI for Urban Mobility di Software République ha invitato innovatori e start-up ad immaginare un servizio di mobilità nel territorio dell’Île-de-France basato sull’Intelligenza Artificiale.

### 2024
L’edizione 2024 del CES si è svolta dal 9 al 12 gennaio con oltre 4000 espositori e 1200 startup provenienti dal settore delle tv, computer, auto, domotica, intelligenza artificiale e robotica. Le startup italiane hanno proposto soluzioni smart home, di telemedicina per la diagnosi precoce e di IA applicata all’agricoltura. Tra le più importanti innovazioni nel mondo dell’automotive i produttori BMW, Hyundai, Mercedes-Benz, Volkswagen hanno impiegato l’intelligenza artificiale con ChatGPT. Bosch ha proposto un sistema robotico di ricarica elettrica del veicolo automatizzata. I temi legati alla diversità e all'inclusione sono stati al centro dell'attenzione, come l’accesso ai finanziamenti per l’imprenditorialità femminile.